# Nisída Vagiá
Nisída Vagiá är en ö i Grekland.   Den ligger i regionen Västra Grekland, i den centrala delen av landet, 280 km väster om huvudstaden Aten.